# Doron Leidner
Doron Leidner (hebräisch דורון ליידנר; * 26. April 2002 in Rischon LeZion) ist ein israelisch-rumänischer Fußballspieler.

## Karriere

### Verein
Leidner begann seine Karriere bei Hapoel Tel Aviv. Im Mai 2020 gab er sein Debüt für die Profis von Hapoel in der Ligat ha’Al. Bis zum Ende der Saison 2019/20 kam er zu zehn Einsätzen. In der Saison 2020/21 absolvierte er 17 Spiele. In der Saison 2021/22 kam der Linksverteidiger zu 26 Einsätzen im israelischen Oberhaus.
Zur Saison 2022/23 wechselte Leidner nach Griechenland zu Olympiakos Piräus. Bei Olympiakos spielte er aber keine Rolle, bei den Profis stand er nicht ein Mal im Kader, für die Reserve spielte er zweimal in der Super League 2. Im Januar 2023 zog er dann bereits weiter und schloss sich leihweise dem österreichischen Bundesligisten FK Austria Wien an, bei dem er einen Vertrag bis Juni 2023 erhielt. Für die Austria spielte er zehnmal in der Bundesliga, ehe er sich im Mai 2023 schwer am Knie verletzte. Zur Saison 2024/25 wurde er an den FC Zürich verliehen.

### Nationalmannschaft
Leidner spielte zwischen 2018 und 2022 zehnmal für israelische Jugendnationalteams. Im Juni 2022 gab er in der UEFA Nations League gegen Island sein Debüt für die A-Nationalmannschaft. 